# بالتأكيد، ربما
«بالتأكيد، ربما» هو فيلم كوميدي رومانسي تم إنتاجه في عام 2008 من قبل إستوديوهات يونيفيرسال، وأخرجه آدم بروكس، وبطولة رايان رينولدز، آيسلا فيشر، راشيل وايز، إليزابيث بانكس، أبيجيل برسلين

## الممثلين
- رايان رينولدز بدور ويليام ماثيو 'ويل' هايز
- أبيجيل برسلين بدور مايا هايز
- آيسلا فيشر بدور أبريل
- إليزابيث بانكس بدور اميلي جونز / سارة
- راشيل وايز بدور سمر هارتلي / ناتاشا
- كيفين كلاين بدور أستاذ هامبتون روث

## معلومات
- رايتشل وايز، إليزابيث بانكس وآيسلا فيشر عملوا في فيلمين منفصلين للمخرج دايفيد دوبكين، فيشر كانت في فيلم «تصادم الزفاف», ووايز وبانكس كانتا في فيلم «فريد كلوس»
- المخرج آدم بروكس أدى دور في الفيلم كمالك لمكتبة الكتب المستعملة
- العديد من مشاهد الحانات صورت في الحانة الغربية لجاك ديليما، شارع 81 وأمستردام

## وصلات خارجية
- الموقع الرسمي
- بالتأكيد، ربما على موقع IMDb (الإنجليزية)
- بالتأكيد، ربما على موقع ميتاكريتيك (الإنجليزية)
- بالتأكيد، ربما على موقع روتن توميتوز (الإنجليزية)
- بالتأكيد، ربما على موقع نتفليكس (الإنجليزية)
- بالتأكيد، ربما على موقع قاعدة بيانات الأفلام العربية
- بالتأكيد، ربما على موقع ألو سيني (الفرنسية)
- بالتأكيد، ربما على موقع Turner Classic Movies (الإنجليزية)
- بالتأكيد، ربما على موقع أول موفي (الإنجليزية)
- بالتأكيد، ربما على موقع بوكس أوفيس موجو (الإنجليزية)
- بالتأكيد، ربما على موقع فيلمافينيتي (الإسبانية)